# Friderik Kokalj
Friderik Kokalj (tudi Kokeil), slovenski upravni uradnik, botanik * 23. december 1802, Ljubljana, 31. marec 1865, Celovec.
Kokalj je poleg uradniške službe v prostem času raziskoval živalstvo in rastlinstvo na Koroškem in svojo zbirko zapustil celovškemu muzeju. Po njem se imenuje več rastlinskih vrst.